# Giovanni Francesco Zarbula
Giovanni Francesco Zarbula est un peintre cadranier piémontais du XIXe siècle, un artiste spécialisé dans les cadrans solaires.

## Biographie
La vie de Giovanni Francesco Zarbula (ou Zerbolla) n'est pas véritablement connue. D'origine piémontaise, il exécute entre 1833 et 1881 une centaine de cadrans solaires dans les Alpes françaises et italiennes, en Savoie, dans le Piémont, la vallée de l'Ubaye, le Queyras et le Briançonnais.

## Cadrans

### Conception
Les cadrans solaires de Zarbula sont des cadrans verticaux déclinants. Pour les concevoir, Zarbula utilise une technique qui ne fonctionne correctement qu'à 45° de latitude,. De fait, toutes ses réalisations sont situées entre 44° 23′ (près de Barcelonnette) et 45° 09′ (à Valloire) et l'erreur éventuelle induite par le processus de construction est imperceptible. Ses cadrans sont précis : ils sont justes à cinq minutes près et le style est fixé à un degré près.
Pour la décoration des cadrans, Zarbula peint à fresque. Il utilise des encadrements géométriques en trompe-l'œil, ainsi que divers symboles (soleils, lunes, monogrammes, etc.). Ses cadrans sont signés de ses initiales. Une cinquantaine de cadrans comportent une devise.

### Répartition
La zone où Zarbula exerce est limitée dans l'espace par un quadrilatère formé par les villes de Valloire au nord-ouest, Fenestrelle au nord-est, Argentera au sud-est et Seyne au sud-ouest, soit environ 50 km de large sur 80 km de long. Ils sont installés sur des édifices simples (maisons, fermes, etc.), dans une région rurale et relativement isolée.
Les cadrans se répartissent ainsi :
- France, zone nord :
  - Briançonnais : 29
  - Vallée de la Clarée : 4
  - Valloire : 2
  - Vallouise : 4

- France, zone sud :
  - Jarjayes : 1
  - Les Orres : 1
  - Queyras : 38
  - Ubaye : 2

- Italie, Piémont, val Cluson : 20 cadrans, dont :
  - Pragela : 7
  - Sestrières : 6
  - Usseaux : 1

### Cadrans existants
Sur la centaine de cadrans réalisés par Zarbula au XIXe siècle, une cinquantaine subsiste. Une dizaine comporte encore des tracés visibles.
Dans les Hautes-Alpes, sept de ces cadrans sont protégés comme monuments historiques.
| Commune                    | Lieu-dit/Hameau                              | Édifice                              | Zone                | Pays   | Date | Protection                           | Notes                                                        | Coords.                          | Illus. |
| -------------------------- | -------------------------------------------- | ------------------------------------ | ------------------- | ------ | ---- | ------------------------------------ | ------------------------------------------------------------ | -------------------------------- | ------ |
| Briançon                   | Saint-Blaise                                 |                                      | Briançonnais        | France | 1870 |                                      | Deux cadrans                                                 | 44° 52′ 34″ nord, 6° 36′ 48″ est |        |
| Briançon                   | Place d'Armes                                | Centre d'art contemporain            | Briançonnais        | France | 1876 |                                      | Peut-être inspiré de Zarbula                                 | 44° 53′ 56″ nord, 6° 38′ 34″ est |        |
| Briançon                   | Saint-Blaise                                 |                                      | Briançonnais        | France | 1870 |                                      |                                                              | 44° 52′ 33″ nord, 6° 36′ 49″ est |        |
| Briançon                   | Pont-de-Cervières, 4 chemin du Canal-du-Four |                                      | Briançonnais        | France | 1845 |                                      |                                                              | 44° 53′ 11″ nord, 6° 38′ 16″ est |        |
| Cervières                  |                                              | Maison Delouis                       | Briançonnais        | France | 1839 | « PA05000001 », notice no PA05000001 | Deux cadrans                                                 | 44° 52′ 11″ nord, 6° 43′ 22″ est |        |
| Cervières                  |                                              | Hôtel de ville                       | Briançonnais        | France |      |                                      |                                                              | 44° 52′ 10″ nord, 6° 43′ 14″ est |        |
| Eygliers                   | Le Cros                                      |                                      | Briançonnais        | France | 1841 |                                      |                                                              | 44° 40′ 55″ nord, 6° 37′ 28″ est |        |
| La Salle-les-Alpes         | Les Pananches                                | Chapelle Saint-Jean-Baptiste         | Briançonnais        | France | 1879 |                                      | Attribué à Zarbula                                           | 44° 56′ 22″ nord, 6° 34′ 57″ est |        |
| La Salle-les-Alpes         | 38 rue de la Guisane                         |                                      | Briançonnais        | France | 1841 |                                      |                                                              | 44° 56′ 44″ nord, 6° 33′ 47″ est |        |
| Puy-Saint-André            | Pierre-Feu                                   |                                      | Briançonnais        | France | 1871 |                                      |                                                              | 44° 52′ 18″ nord, 6° 36′ 00″ est |        |
| Puy-Saint-André            |                                              |                                      | Briançonnais        | France |      |                                      |                                                              | 44° 52′ 45″ nord, 6° 35′ 57″ est |        |
| Puy-Saint-Pierre           | Le Pinet, 2 rue de Jérusalem                 |                                      | Briançonnais        | France | 1842 | « PA00135605 », notice no PA00135605 | Deux cadrans                                                 | 44° 53′ 26″ nord, 6° 37′ 31″ est |        |
| Saint-Chaffrey             | Le Villard-Laté, 27 rue des Trois-Fontaines  |                                      | Briançonnais        | France | 1847 | « PA00135607 », notice no PA00135607 |                                                              | 44° 56′ 12″ nord, 6° 35′ 40″ est |        |
| Saint-Martin-de-Queyrières | Bouchier                                     |                                      | Briançonnais        | France | 1853 |                                      |                                                              | 44° 49′ 58″ nord, 6° 33′ 57″ est |        |
| Saint-Martin-de-Queyrières | Prelles                                      |                                      | Briançonnais        | France | 1845 |                                      |                                                              | 44° 51′ 17″ nord, 6° 34′ 51″ est |        |
| Saint-Martin-de-Queyrières | Prelles                                      |                                      | Briançonnais        | France |      |                                      |                                                              | 44° 51′ 14″ nord, 6° 34′ 49″ est |        |
| Saint-Martin-de-Queyrières |                                              | Église Saint-Martin                  | Briançonnais        | France |      |                                      |                                                              | 44° 50′ 25″ nord, 6° 35′ 07″ est |        |
| Les Orres                  | Le Mélezet                                   | Église Notre-Dame-de-la-Présentation | Les Orres           | France | 1853 | « PA05000006 », notice no PA05000006 |                                                              | 44° 30′ 18″ nord, 6° 33′ 12″ est |        |
| Arvieux                    | Le Coin                                      | Maison Jean-Paul Blanc               | Queyras             | France | 1830 |                                      | Superposition de cadrans, l'un d'eux pouvant être de Zarbula | 44° 46′ 21″ nord, 6° 43′ 58″ est |        |
| Arvieux                    |                                              |                                      | Queyras             | France | 1857 |                                      |                                                              | 44° 46′ 01″ nord, 6° 44′ 19″ est |        |
| Arvieux                    | Les Escoyères                                |                                      | Queyras             | France | 1842 |                                      |                                                              | 44° 43′ 08″ nord, 6° 44′ 39″ est |        |
| Arvieux                    | Les Escoyères                                | Chapelle Saint-Roch                  | Queyras             | France | 1857 |                                      |                                                              | 44° 43′ 06″ nord, 6° 44′ 35″ est |        |
| Château-Ville-Vieille      | Ville-Vieille                                |                                      | Queyras             | France |      |                                      | Attribué à Zarbula                                           | 44° 45′ 23″ nord, 6° 47′ 22″ est |        |
| Château-Ville-Vieille      | Clot-du-Riou                                 |                                      | Queyras             | France |      | « PA00135602 », notice no PA00135602 | Deux cadrans                                                 | 44° 45′ 54″ nord, 6° 46′ 44″ est |        |
| Château-Ville-Vieille      | Ville-Vieille                                | Église Saint-André                   | Queyras             | France | 1843 |                                      |                                                              | 44° 45′ 36″ nord, 6° 49′ 19″ est |        |
| Château-Ville-Vieille      | Ville-Vieille                                |                                      | Queyras             | France | 1843 |                                      |                                                              | 44° 45′ 26″ nord, 6° 47′ 38″ est |        |
| Château-Ville-Vieille      | La Rua                                       |                                      | Queyras             | France |      |                                      |                                                              | 44° 45′ 37″ nord, 6° 49′ 10″ est |        |
| Molines-en-Queyras         | La Rua                                       | Église Saint-Romain                  | Queyras             | France | 1849 |                                      |                                                              | 44° 43′ 53″ nord, 6° 50′ 20″ est |        |
| Saint-Véran                | Les Forannes, la Pointe du Jour              |                                      | Queyras             | France | 1840 | « PA05000004 », notice no PA05000004 |                                                              | 44° 42′ 06″ nord, 6° 51′ 58″ est |        |
| Saint-Véran                | La Raux                                      |                                      | Queyras             | France | 1840 |                                      |                                                              | 44° 41′ 54″ nord, 6° 51′ 45″ est |        |
| Saint-Véran                |                                              | Ferme de Mathieu Romain              | Queyras             | France | 1840 |                                      |                                                              | 44° 41′ 59″ nord, 6° 52′ 06″ est |        |
| Saint-Véran                | Haut-Forranes                                |                                      | Queyras             | France | 1840 |                                      |                                                              | 44° 42′ 11″ nord, 6° 51′ 54″ est |        |
| Saint-Véran                | Pierre-Belle                                 |                                      | Queyras             | France | 1840 |                                      |                                                              | 44° 41′ 55″ nord, 6° 52′ 09″ est |        |
| Saint-Véran                | Les Gabelous                                 | Ancienne douane                      | Queyras             | France | 1858 |                                      |                                                              | 44° 41′ 57″ nord, 6° 52′ 12″ est |        |
| Saint-Paul-sur-Ubaye       | Petite-Serennes                              |                                      | Ubaye               | France | 1860 |                                      |                                                              | 44° 31′ 44″ nord, 6° 46′ 28″ est |        |
| Saint-Paul-sur-Ubaye       | Maljasset                                    |                                      | Ubaye               | France | 1860 |                                      |                                                              | 44° 35′ 34″ nord, 6° 50′ 35″ est |        |
| Pragela                    | Souchères Basses                             | Chapelle                             | Val Cluson          | Italie | 1872 |                                      |                                                              | 45° 01′ 47″ nord, 6° 57′ 39″ est |        |
| Pragela                    | Traverse, 6 via Nazionale                    |                                      | Val Cluson          | Italie |      |                                      |                                                              | 45° 00′ 00″ nord, 6° 55′ 34″ est |        |
| Pragela                    | Villarmont                                   |                                      | Val Cluson          | Italie | 1872 |                                      |                                                              | 45° 00′ 01″ nord, 6° 55′ 00″ est |        |
| Sauze di Cesana            | Rollieres                                    | Chapelle                             | Val Cluson          | Italie | 1870 |                                      | Deux cadrans                                                 | 44° 56′ 15″ nord, 6° 49′ 56″ est |        |
| Sestrières                 | Champlas du Col, 28 via Nazionale            |                                      | Val Cluson          | Italie | 1870 |                                      |                                                              | 44° 56′ 51″ nord, 6° 51′ 06″ est |        |
| Sestrières                 | Champlas du Col, 7 via Nazionale             |                                      | Val Cluson          | Italie | 1870 |                                      |                                                              | 44° 56′ 52″ nord, 6° 51′ 10″ est |        |
| Sestrières                 | Borgata                                      |                                      | Val Cluson          | Italie | 1872 |                                      |                                                              | 44° 58′ 20″ nord, 6° 53′ 44″ est |        |
| Sestrières                 | Borgata, 14 via del Colle                    |                                      | Val Cluson          | Italie | 1872 |                                      |                                                              | 44° 58′ 20″ nord, 6° 53′ 45″ est |        |
| Sestrières                 | Borgata, 12a via del Colle                   |                                      | Val Cluson          | Italie | 1872 |                                      |                                                              | 44° 58′ 19″ nord, 6° 53′ 44″ est |        |
| Usseaux                    | Balboutet                                    |                                      | Val Cluson          | Italie | 1833 |                                      | Deux cadrans                                                 | 45° 03′ 07″ nord, 7° 00′ 49″ est |        |
| Névache                    | Ville-Haute                                  | Église Saint-Marcellin               | Vallée de la Clarée | France |      |                                      |                                                              | 45° 01′ 08″ nord, 6° 36′ 17″ est |        |
| Val-des-Prés               | Pra-Premier                                  |                                      | Vallée de la Clarée | France | 1843 | « PA00135609 », notice no PA00135609 |                                                              | 44° 57′ 06″ nord, 6° 40′ 32″ est |        |
| Val-des-Prés               | La Vachette                                  |                                      | Vallée de la Clarée | France | 1840 |                                      |                                                              | 44° 55′ 03″ nord, 6° 40′ 31″ est |        |
| Val-des-Prés               | La Vachette                                  |                                      | Vallée de la Clarée | France | 1852 |                                      |                                                              | 44° 55′ 00″ nord, 6° 40′ 26″ est |        |
| Valloire                   |                                              |                                      | Valloire            | France |      |                                      |                                                              | 45° 09′ 55″ nord, 6° 25′ 39″ est |        |
| Valloire                   | Les Verneys                                  |                                      | Valloire            | France |      |                                      |                                                              | 45° 08′ 59″ nord, 6° 25′ 14″ est |        |
| Vallouise                  |                                              | Maison de Bardonèche                 | Vallouise           | France | 1840 | « IM05003855 », notice no IM05003855 | Deux cadrans                                                 | 44° 50′ 40″ nord, 6° 29′ 08″ est |        |
| Vallouise                  | Le Villard                                   | Chapelle Saint-Sébastien             | Vallouise           | France | 1869 | « IM05003852 », notice no IM05003852 | Deux cadrans                                                 | 44° 50′ 30″ nord, 6° 28′ 22″ est |        |
| Jarjayes                   | Les Tancs                                    |                                      |                     | France | 1854 |                                      |                                                              | 44° 29′ 30″ nord, 6° 07′ 24″ est |        |